# Ауе (Саксонія)
Ауе (нім. Aue) — місто в Німеччині, розташоване в землі Саксонія. Входить до складу району Рудні Гори.
Площа — 20,94 км2. Населення становить Невірний параметр metadata 14 521 030 ос. (станом на 31 грудня 2020).